# Edwin Landseer
Edwin Henry Landseer (n. 7 de marzo de 1802 - f. 1 de octubre de 1873); pintor británico, especialista en pinturas de animales. Sus más conocidos trabajos son, sin embargo, las famosas esculturas de los leones en el monumento a Horacio Nelson en la Trafalgar Square (Plaza Trafalgar) de Londres.
Artista precoz. Se inició como aprendiz del pintor Frederick Richard Lee. A la edad de solo 13 años, en 1815, sus trabajos eran expuestos en la Royal Academy. Fue integrado como miembro de esta institución a los 24 años, y convertido en académico cinco años más tarde, en 1831. Fue armado caballero en 1850. En 1866 fue elegido presidente de la Royal Academy, pero declinó asumir el cargo.
Sus trabajos pueden ser encontrados en  la Tate Britain, el Victoria and Albert Museum, Kenwood House y la Wallace Collection de Londres.
El nombre terranova landseer (Landseer Newfoundland) es usado para una variedad de perro de raza terranova (perro) que se destaca por la mezcla de manchas blancas y negras. Landseer popularizó esta variedad en sus pinturas de perros rescatando de las aguas a niños que se ahogan. 
El mito afirma que era capaz de pintar con las dos manos simultáneamente. Se cuenta que podía pintar la cabeza de un caballo con una mano, mientras que con la otra trabajaba la cola.
Landseer se encuentra sepultado en la Catedral de San Pablo en Londres.

## Galería

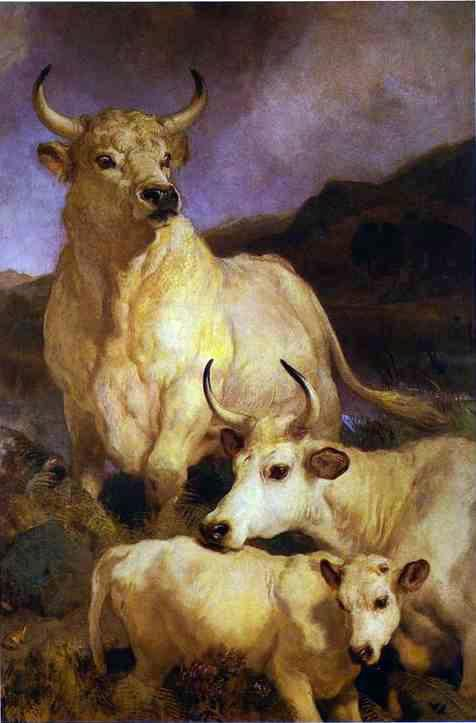
Ganado salvaje en Chillingham, una muestra de la preferencia de Landseer por motivos de animales.
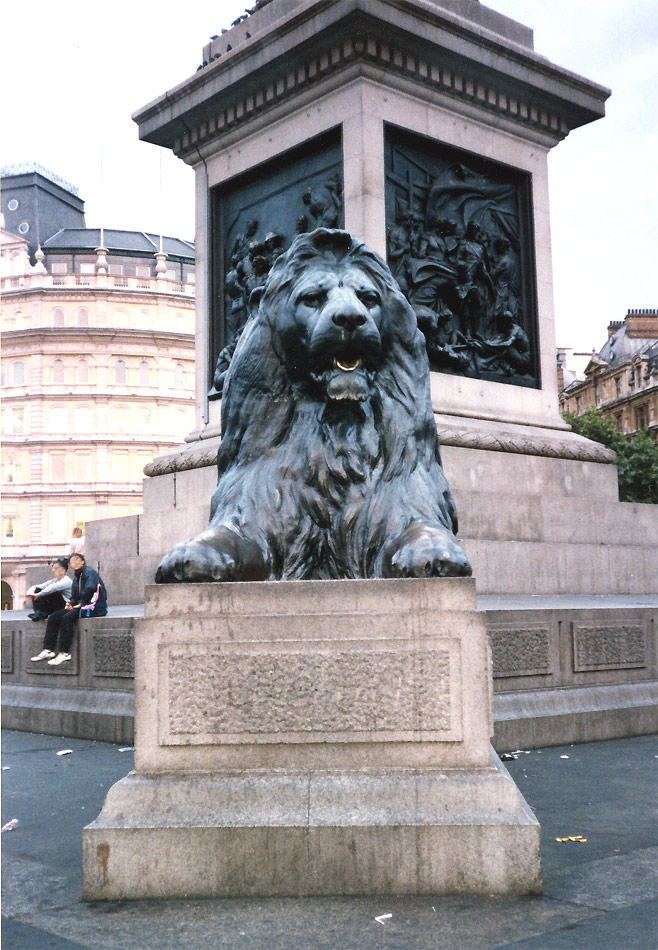
Uno de los leones de la base de columna dedicada a Horacio Nelson en Londres, su trabajo más conocido.
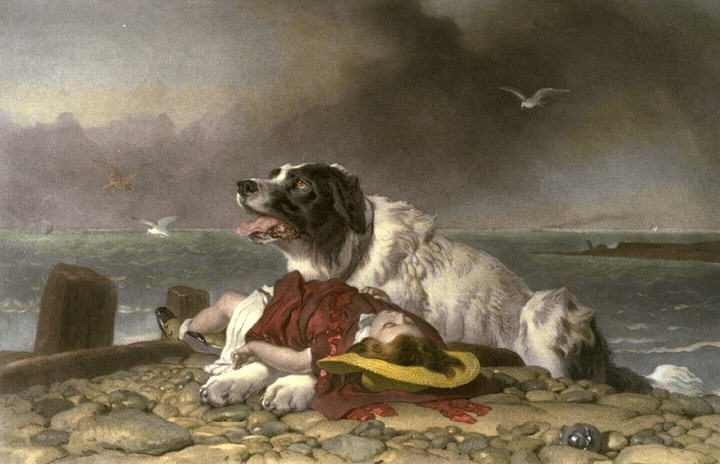
Una de sus populares y numerosas pinturas en que desarrolla el tópico del perro terranova rescatando a un niño de las aguas.